# Rapenland
Rapenland is een buurt in Woensel-Zuid in Eindhoven, in de Nederlandse provincie Noord-Brabant. De buurt ligt aan de noordkant van het Centrum. Op 1 januari 2023 telde de buurt 2.370 inwoners, verdeeld over 1.202 woningen, met een gemiddelde WOZ-waarde van € 264.000, op een oppervlakte van 0,53 km². 
De buurt bevindt zich in de wijk Erp die uit zes buurten bestaat:
- Groenewoud  (Woensel-West)
- Kronehoef
- Mensfort
- Rapenland
- Vredeoord
- Barrier

De naam van de wijk verwijst naar het gegeven dat er in deze buurt naar alle waarschijnlijkheid rapen werd verbouwd. Aan de noordgrens van Rapenland ligt het Catharinaziekenhuis. Het middengedeelte is een mix van wonen en bedrijvigheid rond de oude radiaal Woenselsestraat.
De flat aan de Pisanostraat wordt vooral bewoond door jonge eenpersoonshuishoudens. Het zuidelijk deel van de buurt (Jan van Boonenstraat en omgeving) wordt gekenmerkt door veel allochtonen en lage inkomens en is een aandachtscluster.